# ملكية غير سيادية
الملكية غير السيادية هي التي يخضع فيها رئيس الكيان الملكي (سواء كانت منطقة جغرافية أو مجموعة عرقية)، والكيان السياسي نفسه، لسلطة مؤقتة أعلى من سلطتهم. تقدم الدول المكونة للإمبراطورية الألمانية أو الولايات الأميرية في الهند البريطانية أمثلة تاريخية؛ بينما ملك الزولو، الذي يستمد قوته من دستور جنوب إفريقيا، يعد مثالًا معاصرًا.

## البنية والأشكال
يمكن أن يوجد هذا الوضع بصفة رسمية، كما هو الحال في دولة الإمارات العربية المتحدة (إذ تعمل سبع إمارات مستقلة تاريخيًا الآن كولايات مكونة لاتحاد، يُختار رئيسه من بين الأمراء)، أو في دولة غير رسمية، حيث تكون الأراضي المستقلة نظريًا تحت الهيمنة الإقطاعية لجيران أقوى أو قوى أجنبية (وضع الولايات الأميرية في الهند تحت الحكم البريطاني)، وبالتالي يمكن القول إنها تفتقر إلى السيادة بمعنى أنها لا تستطيع، لأغراض عملية، إدارة شؤون الدولة الخاصة بها دون عوائق. يُعرف الترتيب الأكثر رسمية باسم الملكية الفيدرالية، إذ تتوازى العلاقة بين الملكيات المكونة الأصغر والحكومة المركزية (التي قد يكون لها إقليم خاص بها أو لا يكون) مع تلك الخاصة بالولايات بالحكومة الفيدرالية في الجمهوريات، مثل الولايات المتحدة الأمريكية. مثل الملكيات ذات السيادة، هناك نوعان هما الوراثية والانتخابية غير السيادية.
كانت أنظمة الهيمنة الرسمية وغير الرسمية شائعة قبل القرن العشرين، عندما كانت الأنظمة الملكية تستخدم من قبل معظم الدول. ومع ذلك، خلال القرن الماضي، أصبحت العديد من الملكيات جمهوريات، وأولئك الذين بقوا على حالهم يُعدون الملوك الرسميين لدولهم. توجد أيضًا الملكيات دون القومية في عدد قليل من الدول التي هي، في حد ذاتها، ليست ملكية (بشكل عام لغرض تعزيز التقاليد الوطنية).
تتباين درجة سيطرة الملوك على أنظمة الحكم الخاصة بهم اختلافًا كبيرًا؛ ففي بعض الحالات قد يكون لديهم درجة كبيرة من السلطة المحلية (كما هو الحال في الإمارات العربية المتحدة)، في حين أن البعض الآخر لا يتمتع بسلطة صنع السياسة أو يمتلكها على الإطلاق (كما هو الحال مع العديد من الجماعات العرقية الملكية اليوم). في بعض الحالات، قد يكون منصب الملك تقليديًا أو ثقافيًا بحتًا بطبيعته، دون أي سلطة دستورية رسمية على الإطلاق.

## المؤسسات المعاصرة

### فرنسا
واليس وفوتونا عبارة عن مجموعة ما وراء البحار تابعة للجمهورية الفرنسية في بولينيزيا تتكون من ثلاث جزر رئيسية (واليس وفوتونا وألوفي غير المأهولة في الغالب) وعدد من الجزر الصغيرة. تتكون المجموعة من ثلاث ممالك تقليدية: يوفيا، في جزيرة واليس، سيغافي في الجزء الغربي من جزيرة فوتونا، وآلو في جزيرة ألوفي وفي الجزء الشرقي من جزيرة فوتونا. المطالِبان الحاليان بلقب ملك يوفيا هما فيليس تومينوكو هالاغاهو وباتاليون كانيموا، ملك آلو الحالي هو فيليبو كاتوا وملك سيغافي الحالي هو يوفينيو تاكالا. يحكم أولئك الملوك منذ عام 2016.
ضمت الجمهورية الفرنسية الإقليم عام 1888، ووضعته تحت سلطة مستعمرة فرنسية أخرى هي كاليدونيا الجديدة. صوّت سكان الجزر في استفتاء عام 1959 ليصبحوا جماعة ما وراء البحار تابعة لفرنسا، ودخل الأمر حيز التنفيذ عام 1961. تُحكم الجماعة كجمهورية برلمانية، وينتخب المواطنون مجلسًا إقليميًا، ويصبح رئيسه رئيسًا للحكومة. تتكون حكومته، مجلس الإقليم، من ثلاثة ملوك وثلاثة وزراء معينين. بالإضافة إلى هذا الدور البرلماني المحدود الذي يلعبه الملوك، فإن الأنظمة القانونية العرفية للممالك الفردية لها بعض الاختصاصات في مجالات القانون المدني.

### ماليزيا
كان هناك عدد من السلطنات والأقاليم القبلية الإسلامية المستقلة في جزر الهند الشرقية (الدول الحالية لماليزيا وإندونيسيا وسنغافورة وبروناي) قبل مجيء القوى الاستعمارية في القرن السادس عشر، وأبرزها ميلاكا وتُعرف الآن بماليزيا. كان البرتغاليون هم أول من أنشأ المستعمرات هناك، لكنهم طُردوا في النهاية من قبل الهولنديين والبريطانيين الأكثر قوة. حددت المعاهدة الأنجلو هولندية لعام 1824 الحدود بين الممتلكات البريطانية وجزر الهند الشرقية الهولندية. سيطر البريطانيون على النصف الشرقي من ماليزيا الحديثة (في مجموعة متنوعة من الاتحادات والمستعمرات) من خلال نظام المحميات، إذ كان لدى الدول الأصلية بعض السلطات المحلية، التي تتحقق منها الحكومة البريطانية. كان النصف الشرقي من ماليزيا جزءًا من سلطنة بروناي المستقلة حتى عام 1841، عندما مُنحت الاستقلال باسم مملكة ساراواك تحت حكم الراجات البيض. بقيت المملكة مستقلة تمامًا حتى عام 1888، عندما قبلت وضع الحماية البريطانية، والتي بقيت متمسكة به حتى آخر راجا، تنازل تشارلز فينير بروك عن حقوقه للمملكة المتحدة.
اتحد الجزءان لأول مرة مع تشكيل ماليزيا في عام 1963. تُعد ماليزيا الحديثة ملكيةً فيدرالية تتكون من 13 ولاية (تسع منها، المعروفة باسم ولايات الملايو، ملكية) وثلاثة أقاليم فيدرالية. من بين ولايات الملايو، هناك سبع سلطنات (جوهور وكيدا وكيلانتان وباهانج وبيراك وسيلانجور وترينجانو)، ومملكة بيرليس وسلطنة ملكية انتخابية (نيجيري سمبيلان)، بينما الولايات الأربع المتبقية والأراضي الفيدرالية فيها أنظمة حكم غير ملكية. رئيس الدولة للاتحاد بأكمله هو ملك دستوري على غرار يانغ دي بيرتوان أغونغ (بالإنجليزية «هو الذي أصبح سيدًا»). يُنتخب يانغ دي بيرتوان لولاية مدتها خمس سنوات من قبل مؤتمر الحكام، المؤلف من ملوك الولايات التسعة وحكام الولايات المتبقية. يوجد نظام تناوب غير رسمي بين ملوك الدولة التسعة.

### الجبل الأسود
في 12 يوليو 2011، أقر برلمان الجبل الأسود قانون أحفاد سلالة بيتروفيتش نجيغوش، الذي أعاد تأهيل البيت الملكي للجبل الأسود واعترف بأدوار رمزية محدودة في الإطار الدستوري للجمهورية.

### نيوزيلندا
عاش الماوريون النيوزيلنديون في مناطق حكم ذاتي لعدد من القبائل، تسمى إيوي، قبل وصول المستعمرين البريطانيين في منتصف القرن التاسع عشر. جعلت معاهدة وايتانغي، التي وقعت في عام 1840 من قبل حوالي ثلث رؤساء الماوري، البريطانيين الماوريين رعايا مقابل الاستقلال الذاتي (النظري) والحفاظ على حقوق الملكية. استمر التعدي البريطاني على الأراضي القبلية، ما أدى إلى إنشاء «حركة الملك» في محاولة لتعزيز القوة من خلال الوحدة بين القبائل. رفض العديد من زعماء القبائل عباءة الملك، لكن زعيم تاينوي إيوي، بوتاتاو تي ويروهيرو، اقنتع وتوج ملكًا للماوري عام 1857. قاتل اتحاد القبائل الداعمة للملك ضد البريطانيين خلال النزاعات الإقليمية المعروفة بحروب نيوزيلندا (التي أدت إلى مصادرة 16 ألف كيلومتر مربع من الأراضي القبلية)، ولم تخرج من ملجأها في المنطقة الريفية المعروفة باسم كينغ كاونتري حتى عام 1881.
لم يكن لموقع ملك الماوري سلطة رسمية أو وضع دستوري في نيوزيلندا (التي هي نفسها ملكية دستورية، بصفتها مملكة كومنولث). قبل هزيمتها في حروب الأرض، كانت حركة الملك تمارس سلطة مؤقتة على أجزاء كبيرة من الجزيرة الشمالية وتمتلك بعض ميزات الدولة، بما في ذلك القضاة، وصحيفة حكومية تعرف باسم تي هوكيوي، ووزراء الحكومة (كان هناك حتى وزير شؤون Pakeha Pakekha وهو مصطلح الماوري للأوروبيين). أنشِئ البرلمان، في ماونغاكوا، بالقرب من كامبريدج، في عام 1889 أو 1890. حاليًا، على الرغم من أن الملك يفتقر إلى السلطة السياسية، فإن المنصب مستثمر بقدر كبير من المانا (المكانة الثقافية). النظام الملكي انتخابي من الناحية النظرية، إذ لا توجد سلالة رسمية أو ترتيب للخلافة، لكنه وراثي في الممارسة، إذ يُعد كل ملك مختار من قبل زعماء القبائل سليلًا مباشرًا لبوتاتاو تي ويروهيرو (على الرغم من أنه ليس دائمًا الطفل البكر من الحاكم السابق). لا يمتلك ملك الماوري تاجًا ماديًا؛ يُجرى التتويج عن طريق النقر على جبهة السليل بالكتاب المقدس (استُخدم نفس الكتاب المقدس لكل ملك منذ تي ويروهيرو).
الملك الماوري السابع والحالي هو تي أريكينوي توهيتيا باكي. تُوج في 21 أغسطس 2006، بعد وفاة والدته، الملكة تي أتايرانجيكاهو، في 15 أغسطس، والتي كانت فترة حكمها التي استمرت أربعين عامًا أطول فترة حكم بين ملوك ماوريين.

## أنظر أيضا
قائمة الملكيات الحالية